# Счастливо оставаться (фильм, 2020)
«Счастливо оставаться» (фр. Adieu les cons) — французская комедия-драма режиссёра Альбера Дюпонтеля, вышедшая на экраны в 2020 году.
Фильм посвящён Терри Джонсу, члену комедийной группы Монти Пайтон, который играл в предыдущих фильмах Дюпонтеля «Безумный творец» и «Взаперти» и умер в январе 2020 года. В ленте снялся другой член комедийной группы — Терри Гиллиам.

## Сюжет
Когда 43-летняя парикмахерша Сюз Траппе узнаёт, что серьёзно больна, она решается найти своего ребёнка, от которого была вынуждена отказаться, когда ей было всего 15 лет. Во время безумных бюрократических поисков она встречается с Жаном-Батистом, Джей Би, выгоревшим от работы 50-летним мужчиной, и Месье Блином, слепым архивариусом, склонным к чрезмерной сумасбродности. Неудачливое трио отправляется в уморительное и трогательное путешествие по городу в поисках давно потерянного ребёнка Сюз.

## В ролях
- Виржини Эфира — Сюз Траппе
- Альбер Дюпонтель — Жан-Батист Кюшас
- Николя Марье[фр.] — Серж Блин
- Жакки Берруайе[фр.] — доктор Линт
- Филипп Юшан[фр.] — месье Курцман
- Бастьен Угетто[фр.] — Адриан
- Марилу Оссийу[фр.] — Клара
- Катрин Давёнье[фр.] — мадам Линт
- Филипп Юшан[фр.] — психолог
- Андре Маркон — месье Тютль
- Були Ланнерс — врач Сюз
- Терри Гиллиам — охотник
- Ив Пиньо — флорист

А также Каян Хожанди, Грегуар Людиг, Давид Марсе.

## Релиз
Премьера фильма состоялась 29 июня 2020 года в городе Лорьян (Франция).
21 октября 2020 года фильм вышел в прокат в кинотеатрах Франции.

## Награды и номинации
- 2021 — 6 премий «Сезар»: лучший фильм (Катрин Бозорган, Альбер Дюпонтель), лучшая режиссура (Альбер Дюпонтель), лучший оригинальный сценарий (Альбер Дюпонтель), лучший актёр второго плана (Николя Марье), лучшая операторская работа (Алексис Кавыршин), лучшие декорации (Карлос Конти). Кроме того, лента получила 6 номинаций: лучший актёр (Альбер Дюпонтель), лучшая актриса (Виржини Эфира), лучшая музыка к фильму (Кристоф Жюльен), лучший монтаж (Кристоф Пинель), лучшие костюмы (Мими Лемпика), лучший звук (Жан Минондо, Гурвал Коик-Галлас, Сирил Хольц).
- 2021 — 4 номинации на премию «Люмьер»: лучший фильм (Альбер Дюпонтель), лучшая режиссура (Альбер Дюпонтель), лучший актёр (Альбер Дюпонтель), лучшая актриса (Виржини Эфира).
- 2022 — номинация на премию «Гойя» за лучший европейский фильм.